# Sherlock Holmes und die sieben Zwerge
Sherlock Holmes und die sieben Zwerge ist eine achtteilige Kinderserie des Deutschen Fernsehfunks, die erst nach dessen Ende im Mai und Juni 1992 ihre Erstausstrahlung im Nachmittagsprogramm der ARD erlebte.

## Inhalt
Kriminalhauptkommissar Hans Holms geht in den Ruhestand und freut sich auf einen geruhsamen Lebensabend an der Seite seiner Freundin Helene. Doch schon kurz darauf wird es hektisch: Hans’ Tochter Heidemarie quartiert kurzerhand die Enkelkinder Anne und Martin bei ihm ein und er bekommt Besuch aus dem Märchenland. Die sieben Zwerge bitten Hans um Hilfe, da Schneewittchen entführt wurde. Das Abschiedsgeschenk der Polizeikollegen, ein Sessel, erweist sich dabei unter Zuhilfenahme eines Zauberspruchs („Rechte Hand am linken Knauf, tut das Märchenreich sich auf.“) als Zugang in die Märchenwelt. Fortan haben Hans und seine Enkel gefährliche Abenteuer zu bestehen.

## Sonstiges
Die Serie war eine Koproduktion des Mitteldeutschen und des Norddeutschen Rundfunks sowie des Rundfunks Berlin-Brandenburg. Die Ausstrahlungen erfolgten jeweils sonntags mit Ausnahme der fünften Folge, die am Pfingstmontag gesendet wurde.
1995 wurden die acht Teile zu einer neunzigminütigen Filmfassung zusammengeschnitten. Sowohl dieser Zusammenschnitt als auch die Serie wurden in der Vergangenheit häufiger wiederholt, unter anderem im KiKa. 2011 erschienen die acht Teile auf DVD.
1993 erhielt Sherlock Holmes und die sieben Zwerge die Auszeichnung Goldener Spatz in der Kategorie „Serie/Reihe“. Regisseur Günter Meyer hatte schon zu DDR-Zeiten für eine ganze Reihe von Filmen und Serien für Kinder und Jugendliche verantwortlich gezeichnet, darunter Spuk unterm Riesenrad, Spuk im Hochhaus, Spuk von draußen und Kai aus der Kiste.

## Episodenliste
| 1 | Ein geheimnisvolles Geschenk  | 10. Mai 1992  |
| Hans Holms bekommt von seinen Arbeitskollegen einen Sessel zum Eintritt in den Ruhestand geschenkt. Doch mit der Ruhe ist es nicht weit her: Hans’ Tochter lädt ihre Kinder bei ihm ab; am nächsten Tag sitzen in seinem Wohnzimmer die sieben Zwerge, die ihn bitten, ihnen bei der Suche nach dem entführten Schneewittchen zu helfen. Durch einen Zauberspruch gelangt man mittels des Sessels in das Märchenreich. Episodendarsteller (Auswahl): Peter Borgelt (als Kriminalrat Haase), Dieter Wien, Peter Mohrdieck, Jörg Kleinau, Joachim Schönitz (als Hans’ Kollegen) |                               |               |
| 2 | Die schwarze Droschke         | 17. Mai 1992  |
| Das Vorhaben, ins Märchenland zu gelangen, wird durch die anwesende und ahnungslose Helene zunächst zunichtegemacht. Dafür sorgt ein Feuerwehrmann, der in einer schwarzen Kutsche reist, für Aufsehen, da er ein auffälliges Interesse an dem Sessel zeigt. Anne begibt sich unbemerkt ins Märchenreich und findet Schneewittchen im Hexenhaus. Holms und Martin, die ihr gefolgt sind, können die beiden und dazu noch Hänsel und Gretel befreien. Anstatt im Backofen zu enden, lässt Holms die Hexe laufen. Ein fataler Fehler, wie sich bald herausstellen soll ... Episodendarsteller (Auswahl): Marie Stockhausen (als Schneewittchen), Maik Hoffmannbeck (als Hänsel), Anne Szarvasy (als Gretel)                 |                               |               |
| 3 | Ein königlicher Gast          | 24. Mai 1992  |
| Holms' Erfolg hat sich herumgesprochen und so erscheinen in seinem Haus immer mehr Märchenfiguren, um seine Hilfe in Anspruch zu nehmen. So ist dem Froschkönig die goldene Kugel gestohlen worden, dem Dummling die goldene Gans, und auch der Topf mit dem süßen Brei ist verschwunden. Die Recherchen führen das Trio zum Wirt aus dem Märchen vom Tischlein deck dich, wo sie auch die Hexe wiedertreffen. Dabei stellen Holms und die Kinder fest, dass beide mit dem Unbekannten in Verbindung stehen, der noch immer versucht, den Sessel in seinen Besitz zu bringen. Episodendarsteller (Auswahl): Joachim Kaps (als Dummling), Dieter Knust (Stimme des Froschkönigs), Franziska Lindner (als Gertrud)          |                               |               |
| 4 | Labyrinth des Todes           | 31. Mai 1992  |
| Der Wirt und die Hexe locken Holms in das so genannte „Labyrinth des Todes“, aus dem er aber von Anne unter Mithilfe des Froschkönigs und des Dummlings befreit werden kann. Währenddessen versucht Martin verzweifelt, den Unbekannten, der sich als der Schwarze Magier entpuppt, vom Diebstahl des Sessels abzuhalten. Zusätzliche Probleme bereitet ihm immer wieder Helene, die nach wie vor nichts von den geheimnisvollen Vorkommnissen weiß. Episodendarsteller (Auswahl): Peter Pauli (als Briefträger), Franziska Lindner (als Gertrud), Joachim Kaps (als Dummling), Frank Panhans (als Hans im Glück), Volkmar Kleinert (als Mann im roten Frack)                                                             |                               |               |
| 5 | Die Herberge des Bösen        | 8. Juni 1992  |
| Getreu ihrem Motto „Erst ein böses Ende ist ein gutes Ende!“ glauben sich die bösen Märchenfiguren am Ziel, denn es geht das Gerücht, dass Holms im Labyrinth des Todes umgekommen ist. Doch dieser konnte sich retten und darüber hinaus gelingt es ihm, Anne aus der Herberge des Bösen befreien. Unterdessen schlägt Helene einen unbekannten Dieb in die Flucht, ohne zu wissen, dass es sich dabei um den Schwarzen Magier handelt. Episodendarsteller (Auswahl): Frank Panhans (als Hans im Glück), Franziska Lindner (als Gertrud) |                               |               |
| 6 | Die geraubten Schätze         | 14. Juni 1992 |
| Holms und die Kinder können den Wirt als Dieb der geraubten Gegenstände überführen und dringen in dessen Schatzkammer ein. Darüber gerät der Schwarze Magier außer sich vor Zorn und versucht ein weiteres Mal vergeblich, in den Besitz des Sessels zu gelangen. Helene muss sich unterdessen nicht nur des Magiers erwehren, sondern auch noch Heidemarie und ihren Mann beruhigen, die ihre Kinder wieder abholen wollen. Episodendarsteller (Auswahl): Franziska Lindner (als Gertrud) |                               |               |
| 7 | Der verschwundene Archivar    | 21. Juni 1992 |
| Der Versuch, das Geheimnis des Sessels zu erkunden, führt Holms ins Museum, wo er ein altes Gemälde findet, das ihn auf die richtige Fährte bringt. Anne und Martin, die inzwischen von ihren Eltern abgeholt worden waren, reißen wieder von zu Hause aus und können gerade noch verhindern, dass der Schwarze Magier den Sessel an sich bringt. Episodendarsteller (Auswahl): Klaus Hecke (als Dr. Zeisig), Annette Straube (als Anja), Peter Mohrdieck (als Hans’ Kollege), Werner Dissel und Rudolf Ulrich (als Brüder Grimm) |                               |               |
| 8 | Das Geheimnis des Turmzimmers | 28. Juni 1992 |
| Endlich weiß nun auch Helene über alles Bescheid, als Anne und Martins Eltern erneut vor der Tür stehen, um ihre Kinder nach Hause zu holen. Holms verschwindet mit seinen Enkeln durch den Sessel. Während die Drei nach und nach hinter das Geheimnis des Gemäldes gelangen, kann der Schwarze Magier sowohl den Sessel als auch Helene in seine Gewalt bringen. Doch Holms hat inzwischen den König des Märchenreichs befreien können und kehrt mit den Kindern nach Hause zurück, wo er Helene den Fängen des Magiers entreißen kann und ihn in die Welt der Märchen zurückbefördert. Episodendarsteller (Auswahl): Anja Kling (als Königin), Achim Wolff (als König Friedewald), Michael Klobe (als Rumpelstilzchen) |                               |               |